# Neheim

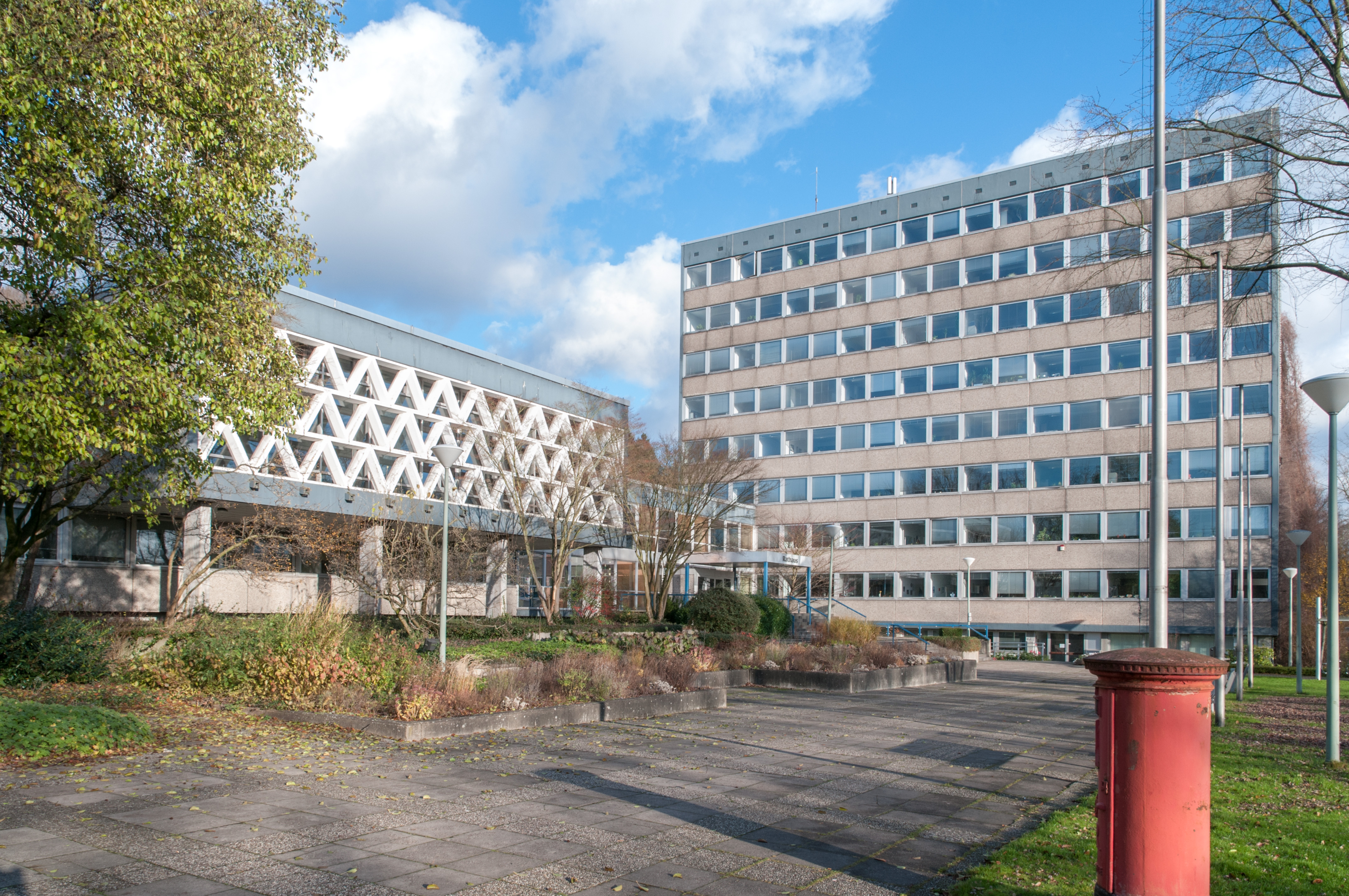
Hôtel de ville Arnsberg à Neheim.

Neheim est un district de la ville allemande d'Arnsberg, dans l'arrondissement du Haut-Sauerland. 

## Histoire
Au XIIIe siècle, le lieu était fortifié et desservi par la protection frontalière du comté d'Arnsberg (de), puis du duché de Westphalie, en face de la marque du comté. 
En 1358, Neheim reçoit les droits de cité. La ville appartenait alors à la ligue hanséatique. 
À partir des années 1830, le développement industriel commence et la cité se développe et devient réputée pour son industrie métallurgique hautement spécialisée notamment et principalement dans la fabrication de lampes. 
Le 1er avril 1941, la fusion de la ville de Neheim et de la municipalité d'Hüsten est effective et la nouvelle entité prend le nom de Neheim-Hüsten,. Neheim-Hüsten est rattaché le 1er janvier 1975 à Arnsberg.  
Le district de Neheim-Hüsten est ensuite divisé en 1983 entre les districts de Neheim et de Hüsten.

## Population
En 2016, Neheim comptait 23 216 habitants.

## Personnalités liées à la commune
- Paul Moder (1896-1942), militaire, homme politique et officier SS est né dans la commune.
- Franz Stock (1904-1948) il est l'un des aumôniers les plus célèbres de la 2°GM